# Baie de Korf
La baie de Korf (en russe : залив Корфа, ISO 9 : zaliv Korfa), est une baie de la mer de Béring, elle est située sur la côte est de la péninsule du Kamtchatka en Russie. De forme triangulaire, elle mesure environ 70 km de large et s'étend sur 75 km vers l'intérieur des terres. Au sud de la baie, la péninsule Ilpinski la sépare de la baie Anapka qui forme l'extrémité nord du golfe Karaguinski. Au nord, la péninsule de Govena (cap Goven) située à 60° 07′ 00″ N, 166° 30′ 00″ E
la sépare de la baie d'Olioutorski. Le havre Skrytaya, situé sur la côte nord de la baie, est un lieu de pêche au saumon. Les principaux établissements humains autour de la baie sont Tilichiki et Olioutorovka. Le séisme du Kamtchatka de 2006 (en) avait son épisode à proximité du village de Korf. Au XXe siècle, du lignite fut extrait et exporté à partir de mines situées à proximité de la baie.
La baie a été nommée en l'honneur du baron Andreï Korf (en), le premier gouverneur général de Priamourie. Il s'agit de la baie Baron Koff ou Barankoff mentionnée par les explorateurs américains Washington Vanderlip et Olaf Swenson (en).